# Stigmaphyllon nudiflorum
Stigmaphyllon nudiflorum là một loài thực vật thuộc họ Malpighiaceae. Đây là loài đặc hữu của Ecuador. Môi trường sống tự nhiên của chúng là rừng khô nhiệt đới hoặc cận nhiệt đới.